# Spinomantis bertini
Spinomantis bertini är en groddjursart som först beskrevs av Jean Guibé 1947.  Spinomantis bertini ingår i släktet Spinomantis och familjen Mantellidae. IUCN kategoriserar arten globalt som nära hotad. Inga underarter finns listade i Catalogue of Life.